# Medlice
Medlice település Csehországban, a Znojmói járásban. Medlice Trstěnice, Přeskače, Horní Kounice, Křepice és Višňové településekkel határos. Lakosainak száma 168 fő (2024. január 1.).

## Népesség
A település lakosságának változását az alábbi diagram mutatja:
| Lakosok száma | 308  | 353  | 437  | 378  | 249  | 185  | 167  | 168  | 166  | 168  |
|               | 1869 | 1890 | 1921 | 1950 | 1980 | 2001 | 2017 | 2019 | 2022 | 2024 |